# Льюис, Тиниша
Тиниша Рашон Льюис (англ. Tynesha Rashaun Lewis; род. 8 мая 1979 года, Макклсфилд, Северная Каролина, США) — американская профессиональная баскетболистка, выступавшая в женской национальной баскетбольной ассоциации. Она была выбрана на драфте ВНБА 2001 года во втором раунде под общим 31-м номером клубом «Хьюстон Кометс». Играла в амплуа атакующего защитника. По окончании спортивной карьеры вошла в тренерский штаб команды NCAA «Иллинойс Стэйт Редбёрдс», в котором проработала всего один сезон.

## Ранние годы
Тиниша Льюис родилась 8 мая 1979 года в городе Макклсфилд (штат Северная Каролина), а училась там же в средней школе Юго-Западного Эджкомба, в которой выступала за местную баскетбольную команду.